# Красник (річка)
Красник — струмок  в Україні, у Косівському й Коломийському районах Івано-Франківської області, права притока Лючки (басейн Дунаю).

## Опис
Довжина річки приблизно 8 км. Формується з багатьох безіменних струмків. 

## Розташування
Бере  початок в урочищі Ведмеже. Тече переважно на північний схід через присілок Великого Ключіва та національного природного парку "Гуцульщина".  У селі Ковалівка  впадає у річку Лючку, ліву притоку Пістиньки.
Річку перетинає автомобільна дорога Р24